# Janosik: O poveste adevărată
Janosik: O poveste adevărată este un film regizat de Agnieszka Holland.